# 出逢い (映画)
『出逢い』（であい、The Electric Horseman）は、ロバート・レッドフォードとジェーン・フォンダ出演、シドニー・ポラック監督による1979年のアメリカ合衆国の冒険映画である。レッドフォードとフォンダの共演は『逃亡地帯』（1966年）、『裸足で散歩』（1967年）に続いて3作目である。

## キャスト
※括弧内は日本語吹替（二名記載の場合はテレビ朝日版 / 追加録音の順）
- サニー - ロバート・レッドフォード（野沢那智 / 平田広明）
- ハリー - ジェーン・フォンダ（小原乃梨子 / 不明）
- シャーロッタ - ヴァレリー・ペリン
- ウェンデル - ウィリー・ネルソン（小林勝彦 / 不明）
- ハント・シアーズ - ジョン・サクソン（内海賢二 / 不明）
- フィッツジェラルド - ニコラス・コスター（英語版）
- ダニー - アラン・アーバス（英語版）
- 農夫 - ウィルフォード・ブリムリー

日本語吹替 - 初回放送1985年3月24日テレビ朝日『日曜洋画劇場』
2017年にNetflixで、再放送時にカットされた部分を追加録音した物が配信された。その際、故人の声優が担当していた箇所は別の声優が代役を務めている。

## 製作
アクション部分の多くは屋外で撮影され、ネバダ州、ユタ州、ザイオン国立公園がロケ地となった。 

## 公開
北米では1979年12月21日に公開され、1979年の映画で11位となる6200万ドルの興行収入をあげた。第52回アカデミー賞では録音賞にノミネートされた。